# Johann Grasshoff
Johann Grasshoff, auch Grassaeus, Crassaeus, (* nach 1560 in Riga; † 1618) war ein deutscher Alchemist und Jurist.
Nach Joachim Telle ist er zwar unter dem Namen Grasshoff am bekanntesten, die Namensform aber nicht sicher aus vertrauenswürdigen Quellen belegt. Telle führt als Namensformen an: Johann Grasse, Grasseus, Grassaeus, Johann Chortolasseus.
Er veröffentlichte nach Claus Priesner auch als Cortolasseus und Hermannus Condeesyanus, wobei letzteres Pseudonym nach Joachim Telle das Pseudonym von Johannes Rhenanus war. Nach Telle gibt es keine Grundlagen für eine Identifizierung mit Johann Walch oder Hermannus Condeesyanus.
Über ihn ist wenig mit Sicherheit bekannt. Er studierte in Frankfurt an der Oder (1581) und Helmstedt (1585) und promovierte in Jura. Danach lebte er in Stralsund, wo er 1591 Bürgerrecht erhielt. Häufig wird angenommen, er wäre Syndikus der Stadt Stralsund gewesen und hätte später in Livland (Riga) gelebt, was aber nach Telle nicht sicher nachweisbar ist. Spätestens ab 1603 hatte er Verbindungen zum Kurfürsten und des Erzbischofs von Köln Ernst von Bayern und wurde dessen Rat (Consiliarus). Er war mit Heinrich Khunrath, Joachim Morsius, Michael Maier, Johann Dobricius in Breslau, Jakob Martini in Lübeck und dem Astrologen Melchior Jöstel bekannt.
Er war Anhänger des Paracelsus und der Kabbala. Sein Hauptwerk Der kleine Bauer ist eine allegorische Darstellung der Alchemie in Form einer Ich-Erzählung: auf der Suche nach dem Stein der Weisen trifft der Alchemist einen Fremden, der als Bauer auftritt und ihm Hinweise gibt und die Farben von dessen Kleidung die Stufen des Opus magnum symbolisieren. Sein Symbol des Magisteriums sind eine rote und weiße Blüte zusammen an einem Stängel und die Materia Prima erscheint als Stein, der vom Boden aufgehoben wird. Der Große Bauer ist nach Telle ein Exzerpt-Florilegium einer Alchemie, die Metallumwandlung auf Basis von Blei beschreibt. Sein Hauptwerk hatte unter Alchemisten hohes Ansehen und wurde ins Lateinische, Englische, Französische und Russische übersetzt. Er wurde unter anderem von Johann Walch kommentiert (Ausgabe des Kleinen Bauern, Straßburg 1618) und vom Rigaer Anagrammisten „Harr gewiß Trost von Gott“ (in: Mysterium occultae naturae, Hamburg 1657).
Seine alchemistischen Schriften waren ziemlich erfolgreich und sind auch im Theatrum Chemicum abgedruckt.
Einflüsse seines Hauptwerks in der Literatur sind bei Clemens Brentano (Märchen von dem Hause Staremberg), Johann Wolfgang von Goethe (Wandrers Sturmlied) und Alexander von Bernus (Stunde des Saturn).

## Schriften
- Ein philosophischer und chemischer Traktat, genannt Der kleine Bauer, Straßburg 1618 und öfter
  - Auch in verschiedenen Varianten, Der kleine und der große Bauer (Leipzig 1744), Aperta arca artificiosissimi oder des grossen und kleinen Bauers (Frankfurt am Main 1617, 1687), Die Geheimnisse des großen und kleinen Bauers (Leipzig 1658, mit Cabala Chemica), Nach Telle ist Der kleine Bauer (1618 und öfter) nur ein Teilabdruck. Weitere Titel waren Philosophia Salomonis (Augsburg 1753), Das Geheimniß der Natur des großen und kleinen Bauers (1731)

Ihm zugeschrieben wurden auch:
- Dyas chimica tripartita, das ist sechs herrliche teutsche philosophische Tractätlein, Frankfurt 1625 (eine Sammlung alchemistischer Schriften, im gleichen Verlag und teilweise gleichen Texten erschienen wie die erste Auflage des Musaeum Hermeticum, nur hier in deutscher Sprache). Erschienen unter der Herausgeberschaft von H.C.D., was für Hermannus Condeesyanus steht, so dass der Herausgeber hier möglicherweise Johannes Rhenanus war. Sie enthält:[7]
  - Ein güldener Tractat vom philosophischen Steine von einem ungenannten Philosopho beschrieben[8]
  - Henricus Madathanus: Aurem seculum redivivum (mit dem vorherigen Traktat als von noch lebenden Autoren bezeichnet)
  - Basilius Valentinus: Handgriffe über die Bereitung des Steins; Handgriffe, wie er seine Arznei bereitet; Schlussreden vom Sulphure Vitriolo und vom Magneten; Supplementum oder Zugabe
  - Lambspring (mit Valentinus als aus dem Mittelalter beschrieben)
  - Ein deutscher Traktat anno 1423 beschrieben
  - Liber Alze vom philosophischen Steine, für 200 Jahren beschrieben (mit dem vorherigen Traktat als von alten Philosophen stammend beschrieben)
- Harmonia inperscrutabilis chymico-philosophicae, in 2 Teilen, Frankfurt 1625 (da unter Pseudonym H.C.D. gedruckt wahrscheinlich auch von Johannes Rhenanus, ein Exemplar war in der Bibliothek von Isaac Newton[9])

Joachim Telle führt außer dem Hauptwerk folgende Werke auf:
- Alchemistische Briefe an Kurfürst Ernst (1603), in: Mysterium occultae naturae, Hamburg 1657
- Totum opus philosophicum, ein Gedicht in: Cornelius Drebbel, Tractatus duo, Herausgeber Joachim Morsius, Hamburg 1621
- außerdem verschiedene handschriftlich erhaltene Texte (kürzere alchemistische Texte, das Traktat De materia lapidis, Briefe an Melchior Jöstel)